# Sanktuarium Santa Casa w Loreto

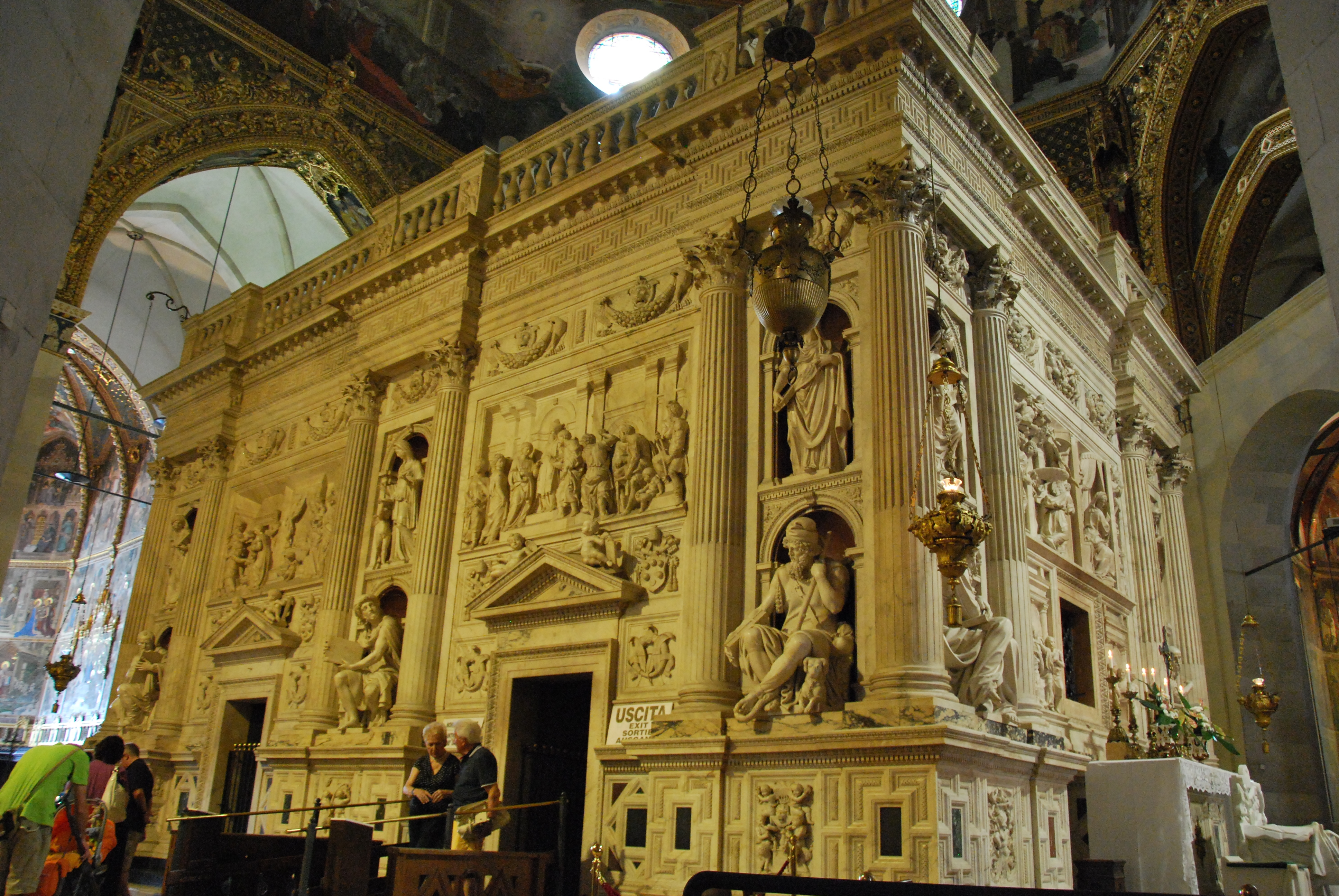
Święty Domek

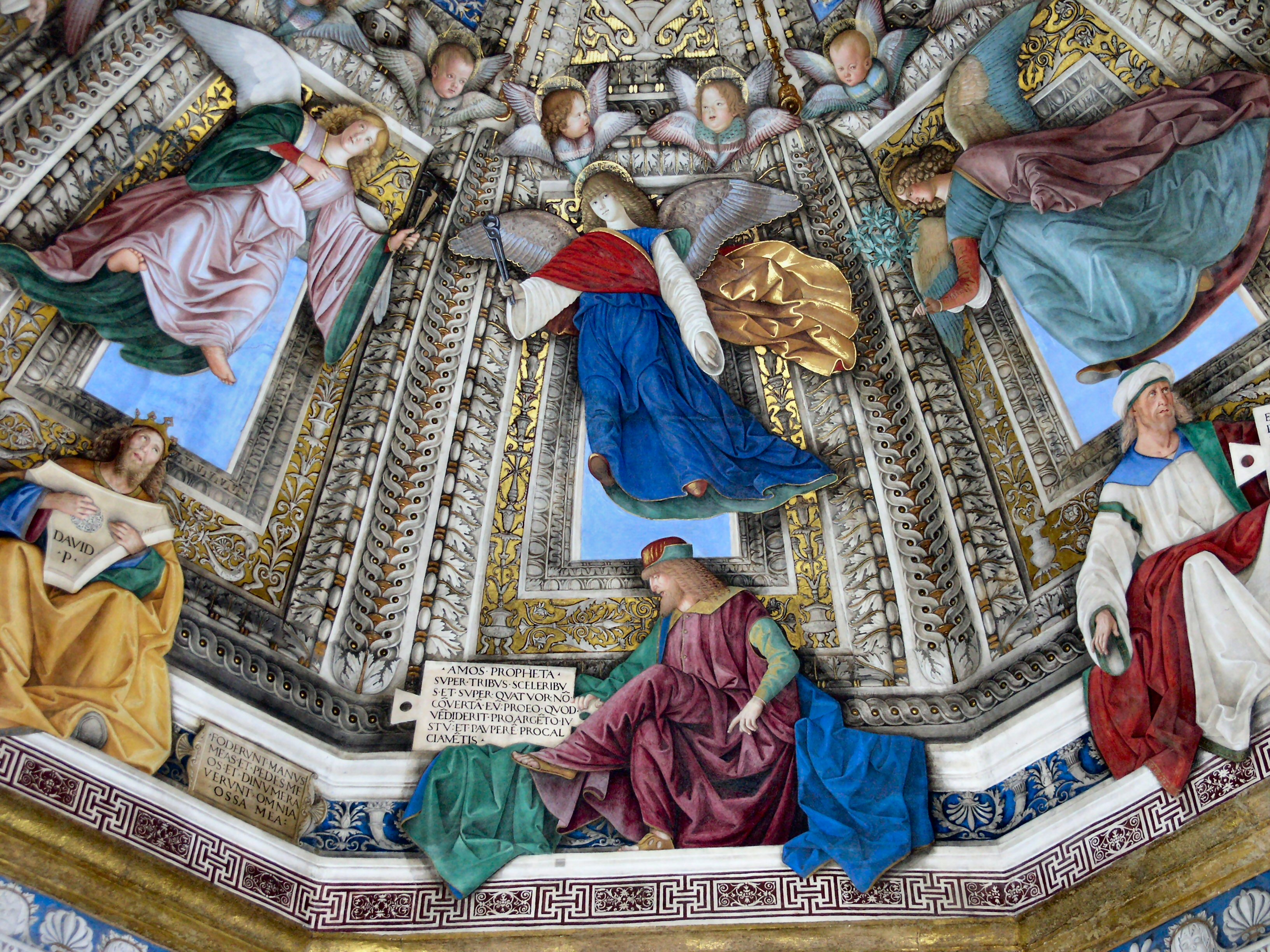
Freski autorstwa Melozza da Forli

Papieskie Sanktuarium Santa Casa z Loreto (wł. Santa Casa di Loreto), Papieskie Sanktuarium Większe Świętego Domu Madonny z Loreto – rzymskokatolickie sanktuarium Świętego Domku we włoskim Loreto. Sanktuarium Domu Świętego składa się z XV-wiecznej bazyliki oraz ze starożytnego Santa Casa. Na całym świecie znajdują się kopie Świętego Domku, wokół których tworzone są sanktuaria, m.in. w Pradze, Santa Fe (Nowy Meksyk, USA), a także w kilku miastach w Polsce, gdzie nazywa się je domkami loretańskimi.
Pod koniec XIX wieku spowiednikami w Loreto byli franciszkanie o. Leon Noras i o. Franciszek Kurpas, a sanktuarium określano wówczas mianem „włoskiej Częstochowy”.

## Bazylika Santa Casa
Jest to późnogotycka bazylika wznoszona od 1468 r. Interesującymi obiektami są:
- bogato zdobiona dzwonnica z 1750-1754,
- mozaika autorstwa Domenichina i Guida Reni,
- rzeźby Raffaella da Montelupo,
- fresk w zakrystii autorstwa Melozza da Forlì oraz Luki Signorellego,
- pomnik papieża Sykstusa V.
- kaplica Najświętszego Serca z przedstawieniem Bitwy Warszawskiej autorstwa Arturo Gattiego.

## Święty Domek

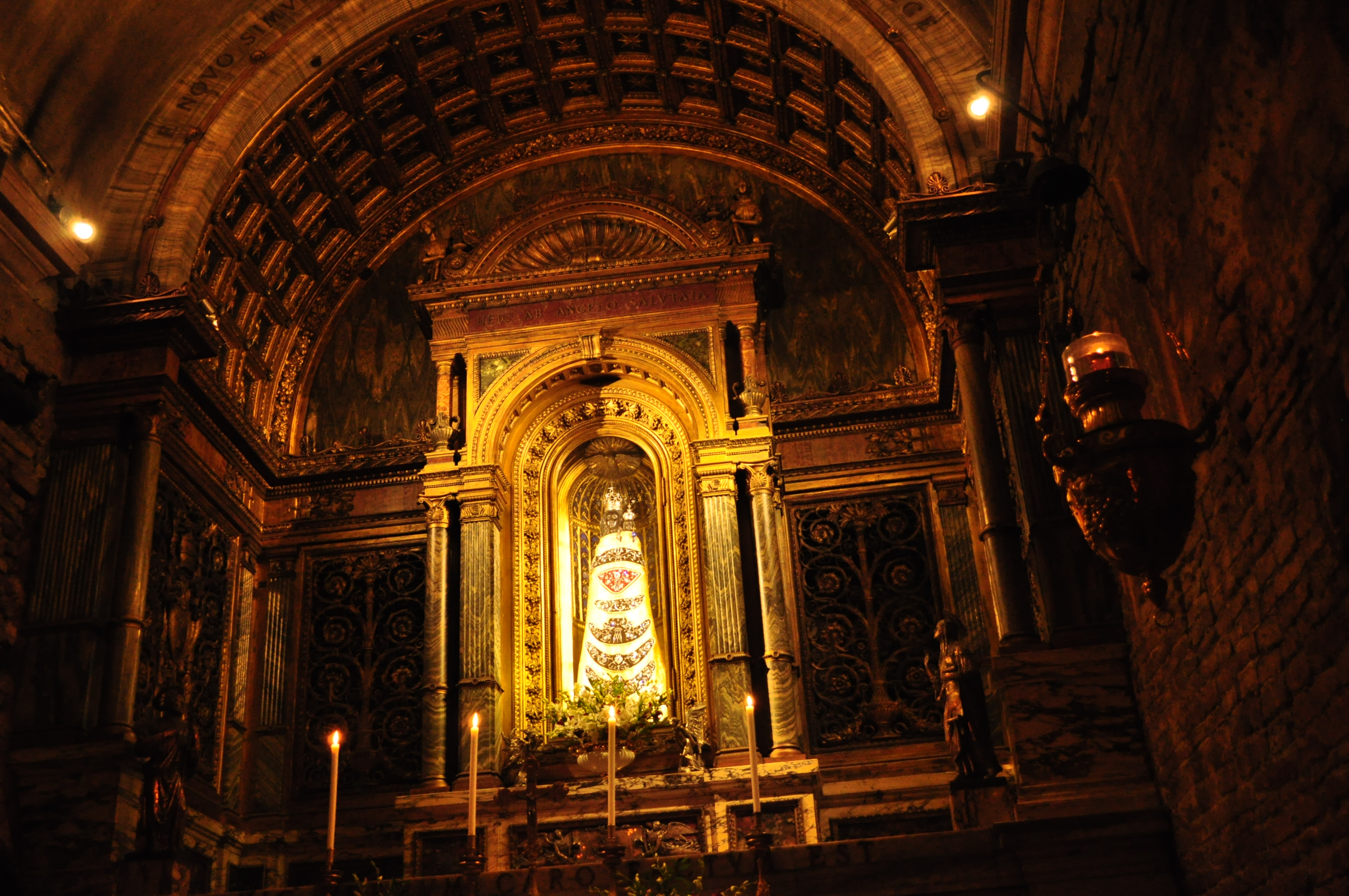
Matka Boża z Loreto: ikona loretanek

Głównym punktem sanktuarium loretańskiego jest Święty Domek (wł. Santa Casa di Loreto). Jest to budynek z kamienia o wymiarach 8,5 m x 3,8 m x 4,1 m, z drzwiami po stronie północnej oraz parą drzwi od strony południowej i oknem po zachodniej. Zewnętrzne ściany domku to marmurowe płaskorzeźby, przedstawiające sceny z życia Maryi (znane z Ewangelii i apokryfów) oraz wyobrażenia proroków. Wewnątrz Santa Casa znajduje się rzeźba przedstawiającą tzw. Madonnę z Loreto. Historia tego budynku sięga co najmniej końca okresu krucjat. Według tradycji, jest to część domu z Nazaretu, w którym Maryja urodziła się i wychowała, doświadczyła zwiastowania i w którym mieszkał w dzieciństwie Jezus Chrystus. Według podań, po wniebowstąpieniu Jezusa dom został przekształcony w kościół. Aby ochronić dom przez zniszczeniem przez Turków w 1291, kupiecka rodzina de Angeli sfinansowała i zorganizowała przewóz Domku (prawdopodobnie przy udziale Templariuszy) drogą morską przez Bałkany, i w 1294 dalej do Recanati.